# Grande Prêmio da China de 2015
O Grande Prêmio da China de 2015 (formalmente denominado 2015 Formula 1 Chinese Grand Prix) foi uma corrida de Fórmula 1 disputada em 12 de abril de 2015 no Circuito Internacional de Xangai, em Xangai, China. Foi a terceira etapa da temporada de 2015.
A prova terminou com a entrada do carro de segurança a duas voltas do final devido a falha na unidade de potência na Toro Rosso de Max Verstappen no meio da reta principal. Lewis Hamilton obteve o hat-trick — pole, melhor volta e vitória.

## Pneus
| Nome do composto | Cor | Banda de rolamento | Condições de Tempo | Dry Type | Aderência | Longevidade |
| ---------------- | --- | ------------------ | ------------------ | -------- | --------- | ----------- |
| Macio            |     | Slick (P Zero)     | Seco               | Soft     | Médio     | Médio       |
| Médio            |     | Slick (P Zero)     | Seco               | Medium   | Médio     | Médio       |

## Resultados

### Treino Classificatório
| Pos.                     | Nº | Piloto           | Construtor             | Q1       | Q2       | Q3       | Grid |
| ------------------------ | -- | ---------------- | ---------------------- | -------- | -------- | -------- | ---- |
| 1                        | 44 | Lewis Hamilton   | Mercedes               | 1:38.285 | 1:36.423 | 1:35.782 | 1    |
| 2                        | 6  | Nico Rosberg     | Mercedes               | 1:38.496 | 1:36.747 | 1:35.824 | 2    |
| 3                        | 5  | Sebastian Vettel | Ferrari                | 1:37.502 | 1:36.957 | 1:36.687 | 3    |
| 4                        | 19 | Felipe Massa     | Williams-Mercedes      | 1:38.433 | 1:37.357 | 1:36.954 | 4    |
| 5                        | 77 | Valtteri Bottas  | Williams-Mercedes      | 1:38.014 | 1:37.763 | 1:37.143 | 5    |
| 6                        | 7  | Kimi Räikkönen   | Ferrari                | 1:37.790 | 1:37.109 | 1:37.232 | 6    |
| 7                        | 3  | Daniel Ricciardo | Red Bull-Renault       | 1:38.534 | 1:37.939 | 1:37.540 | 7    |
| 8                        | 8  | Romain Grosjean  | Lotus-Mercedes         | 1:38.209 | 1:38.063 | 1:37.905 | 8    |
| 9                        | 12 | Felipe Nasr      | Sauber-Ferrari         | 1:38.521 | 1:38.017 | 1:38.067 | 9    |
| 10                       | 9  | Marcus Ericsson  | Sauber-Ferrari         | 1:38.941 | 1:38.127 | 1:38.158 | 10   |
| 11                       | 13 | Pastor Maldonado | Lotus-Mercedes         | 1:38.563 | 1:38.134 |          | 11   |
| 12                       | 26 | Daniil Kvyat     | Red Bull-Renault       | 1:39.051 | 1:38.209 |          | 12   |
| 13                       | 33 | Max Verstappen   | Toro Rosso-Renault     | 1:38.387 | 1:38.393 |          | 13   |
| 14                       | 55 | Carlos Sainz Jr. | Toro Rosso-Renault     | 1:38.622 | 1:38.538 |          | 14   |
| 15                       | 11 | Sergio Pérez     | Force India-Mercedes   | 1:38.903 | 1:39.290 |          | 15   |
| 16                       | 27 | Nico Hülkenberg  | Force India-Mercedes   | 1:39.216 |          |          | 16   |
| 17                       | 22 | Jenson Button    | McLaren-Honda          | 1:39.276 |          |          | 17   |
| 18                       | 14 | Fernando Alonso  | McLaren-Honda          | 1:39.280 |          |          | 18   |
| 19                       | 28 | Will Stevens     | Manor Marussia-Ferrari | 1:42.091 |          |          | 19   |
| 20                       | 98 | Roberto Merhi    | Manor Marussia-Ferrari | 1:42.842 |          |          | 20   |
| Tempo dos 107%: 1:44.327 |    |                  |                        |          |          |          |      |
| Fonte:                   |    |                  |                        |          |          |          |      |

### Corrida
| Pos.   | Nu. | Piloto           | Construtor             | Voltas | Tempo/Retirado      | Grid | Pontos |
| ------ | --- | ---------------- | ---------------------- | ------ | ------------------- | ---- | ------ |
| 1      | 44  | Lewis Hamilton   | Mercedes               | 56     | 1:39:42.008         | 1    | 25     |
| 2      | 6   | Nico Rosberg     | Mercedes               | 56     | +0.714              | 2    | 18     |
| 3      | 5   | Sebastian Vettel | Ferrari                | 56     | +2.988              | 3    | 15     |
| 4      | 7   | Kimi Räikkönen   | Ferrari                | 56     | +3.835              | 6    | 12     |
| 5      | 19  | Felipe Massa     | Williams-Mercedes      | 56     | +8.544              | 4    | 10     |
| 6      | 77  | Valtteri Bottas  | Williams-Mercedes      | 56     | +9.885              | 5    | 8      |
| 7      | 8   | Romain Grosjean  | Lotus-Mercedes         | 56     | +19.008             | 8    | 6      |
| 8      | 12  | Felipe Nasr      | Sauber-Ferrari         | 56     | +22.625             | 9    | 4      |
| 9      | 3   | Daniel Ricciardo | Red Bull-Renault       | 56     | +32.117             | 7    | 2      |
| 10     | 9   | Marcus Ericsson  | Sauber-Ferrari         | 55     | +1 volta            | 10   | 1      |
| 11     | 11  | Sergio Pérez     | Force India-Mercedes   | 55     | +1 volta            | 15   |        |
| 12     | 14  | Fernando Alonso  | McLaren-Honda          | 55     | +1 volta            | 18   |        |
| 13     | 55  | Carlos Sainz Jr. | Toro Rosso-Renault     | 55     | +1 volta            | 17   |        |
| 14 1   | 22  | Jenson Button    | McLaren-Honda          | 55     | +1 volta            | 14   |        |
| 15     | 28  | Will Stevens     | Manor Marussia-Ferrari | 54     | +2 voltas           | 19   |        |
| 16 2   | 98  | Roberto Merhi    | Manor Marussia-Ferrari | 54     | +2 voltas           | 20   |        |
| 17     | 33  | Max Verstappen   | Toro Rosso-Renault     | 52     | Unidade de potência | 13   |        |
| Ret    | 13  | Pastor Maldonado | Lotus-Mercedes         | 50     | Colisão             | 11   |        |
| Ret    | 26  | Daniil Kvyat     | Red Bull-Renault       | 15     | Unidade de potência | 12   |        |
| Ret    | 27  | Nico Hülkenberg  | Force India-Mercedes   | 9      | Retiro              | 16   |        |
| Fonte: |     |                  |                        |        |                     |      |        |

Notas
- ↑1  – Jenson Button foi punido em cinco segundos por colidir o piloto, Pastor Maldonado e cai para 14º posição.
- ↑2  – Roberto Merhi foi punido por descumprir o tempo mínimo durante a presença do carro de segurança.

## Tabela do campeonato após a corrida
Somente as cinco primeiras posições estão incluídas nas tabelas.
| Pos | Piloto           | Pontos | Var |
| --- | ---------------- | ------ | --- |
| 1   | Lewis Hamilton   | 68     | 0   |
| 2   | Sebastian Vettel | 55     | 0   |
| 3   | Nico Rosberg     | 51     | 0   |
| 4   | Felipe Massa     | 30     | 0   |
| 5   | Kimi Räikkönen   | 24     | 0   |

| Pos | Construtor        | Pontos | Var |
| --- | ----------------- | ------ | --- |
| 1   | Mercedes          | 119    | 0   |
| 2   | Ferrari           | 79     | 0   |
| 3   | Williams-Mercedes | 48     | 0   |
| 4   | Sauber-Ferrari    | 19     | 0   |
| 5   | Red Bull-Renault  | 13     | 1   |